# حسادت
رَشک یا حسادت (به انگلیسی: Envy)، احساسی است که هنگام کمبود نسبت به ویژگی، دستاورد یا داشته‌های برتر فردی دیگر روی می‌دهد و فرد حسود یا می‌خواهد که آن را داشته باشد یا آن‌که می‌خواهد دیگری آن را نداشته باشد.
باید توجه داشت واژهٔ Envy در زبان انگلیسی با واژهٔ Jealousy از لحاظ مفهوم متفاوت است. برای آشنایی با مفهوم Jealousy به مقالهٔ احساس مالکیت مراجعه شود.

## اقسام حسد

### حسد سیاسی
در بعد سیاسی، ضربه‌ای که جوامع در حال توسعه و توسعه یافته متحمّل می‌شوند از حسادت کلان است.
شدّت تأثیرات به حدّی است که شاکلهٔ اقتصادی و سیاسی و اجتماعی جوامع را می‌شکند و روابط سیاسی نامناسب را شکل می‌دهد و شاهد این مدّعا وضع اسفباری است که گریبان‌گیر سیاست داخلی و خارجی ما شده‌است.
روحیات هر ملّت هر چه باشد، فرهنگ و تمدّنشان هر چه قدر غنی‌تر باشد باز گرفتار این رذیله می‌شوند چه در ابعاد فردی و چه اجتماعی.
در مناسبات سیاسی و روابط بین‌الملل چه در دوره‌های باستان و چه دوران جدید حسادت از عوامل اصلی ایجاد روابط بوده و هست.
در دوره معاصر تاریخ ایران به خصوص دوره قاجار که رقابت قدرت‌های استعماری شدّت گرفته بود، شاهد حسادت حاکمان استعمار نسبت به کشور استعماری دیگر هستیم.
در دوره جدید رابطهٔ آمریکا با دیگر کشورها براساس اصل رقابت با روسیه به خصوص، و دیگر کشورها عموماً، استوار است.
دولت انگلستان که هند را مستعمره خود کرده بود ترس فزاینده‌ای از نفوذ دیگر قدرت‌ها در ایران داشت زیرا ایران، گذرگاه و پل ارتباطی برای دستیابی به هند بود.
با این شرایط اگر کشور ثالثی با ایران معاهده می‌بست انگلستان هم به دنبال امتیازی برای فرد بود یا تلاش می‌کرد امتیاز به دست آمدهٔ قدرت دیگر را لغو کند .(بااعمال فشار بر حکومت مرکزی ایران) هم‌اکنون در دوران پس از انقلاب اسلامی نیز در داخل ایران شاهد رقابت‌های ناشی از حسادت هستیم، بازتاب این تفکّر سیاسی، فشار بر مردم است و تاوانش را عموم مردم به خصوص قشر ضعیف و متوسط می‌پردازند و نفعش را بازاریان و سوداگران می‌برند.

### حسد اجتماعی
از منظر عمومی حسادت گروهی وسعت اختیارات یافته‌است، به‌طوری‌که توجّه عموم و خصوص در به‌کارگیری این صفت رذیله افزون شده‌است.
تشکیل احزاب و داد اختیاراتِ به ظاهر قانونی به آن‌ها زمینهٔ مناسبی را برای حسادت فراهم کرده‌است و در قانون احزاب راهکار و مادّه قانونی مبنی بر نظارت خاص بر این رذیلهٔ اجتماعی وجود ندارد.
زیرساخت‌های اجتماعی و فرهنگی و مذهبی ما بسیار غنی است امّا منفعت طلبی‌های فردی و در معنای
گستردهٔ آن، گروهی مانع به روز و شکوفا شدن این زیر ساخت شده‌است.
ضعف اخلاق در جامعه و عدم رسیدگی به احوالات درون گروهی سازمان‌ها و جریان‌های سیاسی، اقتصادی و… فاجعه اخلاقی به بار آورده‌است و حسد بانام و شکل اسلامی یعنی رقابت حزبی، به خورد دیگران می‌رود و مردم جامعه ناچار به پذیرش و حداقل کنار آمدن با آن هستند.

## رویکرد روان‌شناسی فلسفی و هیجان‌ رفتار
فرض بر این است که حسادت، یک هیجان است. که البته برخی می‌گویند که یک هیجان صرف نیست؛ زیرا بنا بر باور این عده، هیجان‌ها طیف بزرگ‌تری از احساسات را در برمی‌گیرند. با این حال، هیجان‌ها سندرمی از افکار، احساسات، انگیزش‌ها و جنبش‌های بدنی هستند که در سطح ناخودآگاه ذهن، به هم متصل می‌شوند، طوری‌که یک اپیزود هیجانی خاص، آن‌طور که در ناخودآگاه وارد شده، جلوه‌گر و احساس نمی‌شود. بلکه ممکن است به چیزی متفاوت تبدیل شود؛ مثلاً وقتی عناصر غم با خشم در سطح ناخودآگاه با یکدیگر ترکیب می‌شوند، بروز آن در سطح رفتار (هیجان رفتار) به شکل حسادت خواهد بود. البته، خطوط ویژه‌ای از سندرم هیجانی حسادت هنوز مورد بحث است. اما آنچه که از منظر روانشناسی فلسفی و هیجان‌رفتاری، قابل تفسیر است، حسادت شامل یک فرد حسود است (موضوع) و جزء دیگر آن کسی است که مورد حسادت واقع می‌شود (رقیب)- که رقیب می‌تواند، شخص یا گروه هم باشد. داشتنِ چیزی یا داشتن ظرفیت یا صفتی که برای رقیب به عنوان «خوب» مطرح می‌شود، در اینجا، ملاک تعریف خواهد بود. البته داشتن آن چیز، امکان دارد که تنها بخشی از دارایی‌های شخص باشد (مانند جواهرات گرانبها، یا بهترین بازیکن جهان بودن) یا چیزی باشد که به آسانی دو برابر شده‌است. گاهی اوقات البته، شاید حتی به منفعت، شادی یا برخی حالتها و وضعیت‌های روانی که به (رقیب) نسبت داده می‌شود، باشد حتی اگر از نظر فیزیکی بین آن دو تفاوتی در آنچه که مورد حسادت قرار می‌گیرد، وجود نداشته باشد.
بسیاری از فیلسوفانی که به دنبال تعریف حسادت هستند، آن را نوعی احساس سرخوردگی می‌دانند که در شخصی که حسادت می‌ورزد، قابل تشخیص است، به این صورت که حسود می‌گوید: «من خوب نیستم». بسیاری، نه همه، بر این باورند که حسادت شامل میلی است به این‌که گفته شود: «من خوب نیستم و البته رقیب هم خوب نیست». حسادت در بسیاری از موارد علامت یا نمونه‌ای از تمایل انسان است به مقایسه کردن رفاه یا خوشی خود نسبت به دیگری یا دیگران. با در نظر گرفتن این‌که از نظر او یا دیگران «خوب بودن»، چگونه تعریف شود. تعریف مؤثر از حسادت این است که: «حسادت، دردی است نسبت به خوشبختی دیگران» و از منظر هیجان‌رفتار، غم و خشمی است نسبت به اهدافی که دیگران دست یافته‌اند و فرد حسود به آن دست نیافته‌است.
حسادت گرایشی است از روی ناراحتی و غم نسبت به خوشی دیگران، ولو این‌که از رفاه آن شخص و خوشی او نکاهد. این بی‌میلی و اکراه نسبت به دیدن خوشی خود، که بسیار در سایه قرار گرفته‌است، نسبت به دیگران وابسته به آن است که به صورت متعارف، ما زندگی آسوده را چگونه برای خود، تعریف کرده باشیم و این بینش نه به دلیل ارزش ذاتی و درونی آن از خوشی خودمان است، بلکه به این دلیل است که با دیگران مقایسه‌اش می‌کنیم. جهت حسادت دست کم برحسب آرزوهای کسی است که با خراب کردن و درهم ریختن خوشبختی دیگران میسر می‌شود. حسادت شهوتی (تمایلی است شدید و عصبی) که تنفر و کینه‌جویی کسی را به کسی که مستحق چیزی است که به دست آورده و به آن دست یافته‌است، نشان می‌دهد.

## تفاوت حسادت و دلواپسی از دست دادن
در زبان معمولی، تمایل به این است که حسادت و دلواپسی از دست دادن (به انگلیسی: [[[:en:Jealousy|Jealousy]]]) را با هم یکی بدانند، اما توافق فلسفی بر این است که آن‌ها، دو هیجان جداگانه‌اند. هنگامی که از نظر زبانی، گفته می‌شود که کسی دچار دلواپسی از دست دادن است، شنیده می‌شود که او بر این باور است که، آن شخص دیگر خوب است و نگران است که نکند او را از دست بدهد. هم حسادت و هم دلواپسی از دست دادن دارای ۳ جزء هستند: یک شخص، یک رقیب و یک تعلق (یا چیزی که در تملک رقیب وجود دارد، متعلق به اوست و او به آن دست یافته‌است). البته، این تشابه، سطحی است و بین آن‌ها یک تفاوت بنیادین وجود دارد. شخصی که به رقیب حسادت می‌ورزد، بر «تعلق» یا دارایی رقیب متمرکز است، اما فردی که دچار دلواپسی از دست دادن است، بر روی «رقیب» متمرکز است و می‌ترسد که او را از دست بدهد یا ترس از دست دادن دارد. جایگاه مورد حسادت در رشک بردن و حسادت، درارتباط با رقیب است اما جایگاه حسادت فردی که دچار دلواپسی از دست دادن است، خود رقیب است. تفاوت دیگر، مابین فرد حسود و کسی که دچار دلواپسی از دست دادن است، آن است که: برای فرد حسود، وقتی متعلقات از رقیب او به کسی دیگر داده شود، او به آن فرد دیگر رشک می‌ورزد و نسبت به رقیب احساسی ندارد. در واقع رقیب قابل عوض شدن است نه متعلقات او. و اگر این دارایی‌ها توسط کسی دیگر مورد استفاده قرار گیرد، ناراحت می‌شود؛ ولی رقیب نمی‌تواند او را ناراحت کند. اما کسی که دچار دلواپسی از دست دادناست، در مسیر دیگری است، زیرا مسئلهٔ او خود رقیب است و نه تعلقات او. از این رو شاید بتوان گفت که رشک، حسادتی خوش‌خیم است و دلواپسی از دست دادن، حسادتی بدخیم و مرضی است که حتی چنین فردی، در صورتی که احساس کند که دیگر رقیب در تملک او نیست یا به او بی‌توجه است، در فکر نابود کردن او برآید. چنان‌که در حسادت‌های عشقی و روابط عاطفی مرضی در شکل‌های «هذیان خیانت»، چنین امری بسیار به وقوع پیوسته‌است.

## تعابیر دیگر از حسادت و رشک
همچنین ممکن است حسادت از احساس عزت نفس پایین فرد ناشی شود که باعث مقایسهٔ اجتماعی نسبت به بالا خواهد شد که تصویر شخصی فرد را تهدید می‌کند: فرد دیگری چیزی دارد که فرد حسود داشتن آن را مهم تصور می‌کند. حسادت احساسی است که بیش از همه خود شخص را آزار می‌دهد.
پروفسور رولف هوبل می‌گوید که: «حسادت وقتی به وجود می‌آید که شخص احساس کند آن‌چه دارد، کم‌تر از آن چیزی است که باید داشته باشد. هیچ چیزی وجود ندارد که باعث حسادت نشود، مادی یا غیر مادی، من می‌توانم به سرنوشت یک نفر یا به کسی که برنده یک جایزه شده حسودی کنم، ولی به‌طور کلی وقتی انسان حسودی می‌کند که آن‌چه که دیگری دارد برایش ارزش داشته باشد؛ مثلاً من که حوصله جمع‌آوری تمبر را ندارم به کسی که این کار را می‌کند حسودی نخواهم کرد.»
حسادت در هر جامعه معنی خاصی دارد. در هر جامعه‌ای، داشتن چیز به‌خصوصی که در آن جامعه ارزش جلوه می‌کند، موجب حسادت می‌شود. در جامعه امروز حتی آگهی‌های تلویزیون سعی می‌کنند با توجه به این ضعف بشری مردم را به سوی استفاده از یک کالای به‌خصوص یا انجام عملی تشویق کنند. جامعه سرمایه‌دار از حسادت مردم جهت منفعت بیشتر استفاده می‌کند، زیرا حسادت یک انگیزه‌ است و باعث جاه‌طلبی و افزایش انرژی می‌شود.
حسادت در واقع به خاطر خانه بزرگ‌تر، اتومبیل سریع تر و زیبایی بیشتر نیست، بلکه انسان به‌خاطر این که شخص به علت داشتن چیزی مورد احترام واقع می‌شود، حسادت می‌ورزد.
حسود هیچ وقت فکر نمی‌کند آن فردی که بیشتر دارد حتماً خیلی سخت‌تر کار کرده، او گمان می‌کند که هر موقعیت بهتری، چه از نظر روانی یا مالی قیمتی دارد که شخص حسود هرگز حاضر به پرداخت آن نیست.
اکثر افراد حسود فکر می‌کنند که حق آنان ضایع شده و آن‌ها کمتر از دیگری به حقشان رسیده‌اند. حسودانی که می‌پذیرند دیگری حقش بوده که بیشتر بهره ببرد، رنج بیشتری می‌کشند. این حسودان سعی می‌کنند با یک رفتار خشونت‌آمیز به فرد مورد حسادتشان حمله کنند؛ یعنی آن‌ها با تمام قوا عملی انجام می‌دهند که طرف مقابل از امکانات بهتری که دارد لذت نبرده و به این وسیله هر آن‌چه باعث یادآوری عدم موفقیت او می‌شود نابود می‌کنند. این افراد، محبوب دیگران نیستند و معمولاً چهره واقعی خود را نشان نمی‌دهند و همیشه تظاهر می‌کنند که دیگری را تحسین می‌کنند، ولی در واقع بسیار رنج می‌کشند.
حسادت یک احساس مطلق نیست، بلکه مخلوطی است از خشونت و شکست. خشونتی که حسود احساس می‌کند مانع از رنج بیش‌تر او از شکست می‌شود.
اگر شخص حسود جلوی خشونتش را بگیرد بیشتر از شکست رنج می‌کشد. چنین شخصی متوجه می‌شود که اگر او تمام قدرتش را هم به کار ببرد به حق دیگری نخواهد رسید. به همین دلیل فرد دچار افسردگی شدید و فلج‌کننده‌ای می‌شود؛ زیرا از خودش سؤال نمی‌کند که به چه وسیله‌ای فرد مورد نظر به خوشبختی رسیده‌است.
در کتاب مقدس مسیحیت، حسادت تحت عنوان «گناه مرگ‌آور» آمده ولی در واقع واکنش طبیعی انسان جهت جلوگیری و ممانعت از افسردگی است.
حسادت هیچ دلیل بیولوژی ندارد بلکه به مرور زمان و در اثر تجربیاتی که شخص حسود در زندگی به دست می‌آورد، شکل می‌گیرد. معمولاً شخصیت حسود در اثر شناخت فردی غلط گسترش می‌یابد. این افراد در محیطی بزرگ شده‌اند که انجام خواسته‌های دیگران مهم‌تر از خواسته و علاقه فردی خودشان بوده و آن‌ها هیچ وقت موقعیتی نداشتند که به دنبال علائق و استعدادهای فردی خودشان بروند و بفهمند از چه کار و فعالیتی بیشتر لذت می‌برند.
این انسان‌ها احساس می‌کنند فقط وقتی خواسته‌های دیگران را کامل انجام دهند مورد قبول مردم می‌باشند. این افراد معمولاً بیشتر اوقات دروغ می‌گویند و مرتباً به دنبال این هستند کاری کنند که بدان وسیله رضایت دیگران را کسب کنند.

## چگونگی خلاصی از حسادت
خوشبختی و رضایت همیشگی در هر جامعه‌ای در مقایسه با وضعیت موجود افراد آن جامعه صورت می‌گیرد؛ زیرا بشر با همین مقایسه اجتماعی زندگی می‌کند و اسیر انتظارات اجتماعی خود می‌باشد.
هر انسانی باید سعی کند استعداد و امکانات فردی خودش را بیابد؛ زیرا شخص حسود کسی است که خیلی کم در مورد خودش می‌داند و در حقیقت هیچ اطلاعی از توانائی‌های خودش ندارد و به همین دلیل زندگی اش را بر اساس یک شخصیت غلط برنامه‌ریزی کرده و خود را با گروهی مقایسه می‌کند که به طبقه اجتماعی دیگری تعلق دارند و با ارزش‌های اخلاقی و اجتماعی متفاوتی زندگی می‌کنند که شخص حسود هرگز نمی‌تواند خودش را به آن‌ها برساند. به همین دلیل و به احتمال زیاد، شخص تبدیل به یک حسود عصبانی یا افسرده می‌شود.
نکته مهم این است که شخص، حسادت را پذیرفته، به خودش دروغ نگوید و سعی کند نقطه‌ای بین ایده‌آل و واقعیت بیابد و در زندگی خود توازن به وجود آورد. در حقیقت باید پذیرفت که هیچ انسانی قدرت این را ندارد که عدالت واقعی را در جامعه به وجود آورد و کلاً حسادت در اثر تجربه بی عدالتی در جامعه ایجاد می‌شود. معمولاً برای حسودان این سؤال پیش می‌آید که بر چه اساسی گروهی بیشتر از دیگران دارند و بر اساس چه قانون اجتماعی این تقسیم انجام شده، اگر جامعه‌ای حسادت را به عنوان یک واکنش طبیعی انسانی در مقابل بی عدالتی‌های اجتماعی ببیند می‌تواند جوابی هم برای سؤال بالا بیابد. اما متأسفانه حسادت در جامعه واکنشی ناپسند و ناخوشایند محسوب می‌شود و کمتر کسی راحت در مورد آن حرف می‌زند.
حسادت همیشه وجود دارد حتی اگر سرمایه‌های موجود در جامعه را به‌طور مساوی بین مردم تقسیم کنند؛ زیرا اگر شخصی همان سرمایه مشابه را به کمک هوش و درایت خویش بیشتر کند و خوشبخت تر و راحت‌تر باشد مورد حسادت دیگران قرار می‌گیرد.
رولف هوبل معتقد است فقط اگر خوشبختی و آزادی را در دنیا به‌طور مساوی تقسیم کنند دیگر حسادتی وجود نخواهد داشت، زیرا هر جا که تفاوتی وجود دارد در حقیقت ریشه حسادت کاشته شده‌است.
او می‌گوید از آنجا که بشر همیشه سعی دارد خودش را بهتر از دیگران نشان دهد و تمام سعی و کوشش او در پی ثابت کردن این است که او غیر از دیگری است و خود را در همین تفاوت می‌شناسد، به هیچ وجه مایل نیست که دیگری بیشتر از او داشته باشد؛ زیرا این باعث خجالت و شرمندگی او می‌شود. به همین دلیل حسادت یک همراه دائمی انسان بوده و بدین وسیله انسان می‌تواند بین فردیت و جمعیت بالانس به وجود آورد.
برخی از مطالعات برای رهایی از چنگال حسادت توصیه هایی مطرح کرده اند ؛
۱ـ تمرکز خود را بر نکات مثبت زندگی خود معطوف سازید.
۲ـ به خودتان گوشزد کنید که هیچ‌کس از همه‌چیز برخوردار نیست، بنابراین از مقایسه کردن زندگی خود با دیگران دست بردارید.
۳ـ از افرادی که بر حسب عادت برای چیزهای اشتباه ارزش قائل هستند، دوری کنید
۴ـ با افراد قدردان وقت بگذرانید
۵– در نظر داشته باشید که بازاریاب‌ها معمولا آتش‌بیارِ معرکه هستند!
۶– موفقیت دیگران را جشن بگیرید
۷– سخاوتمند باشید

## چگونه می‌توان خود را از حسودان محافظت کرد
حسادت در مرحله نابودکننده آن بسیار خطرناک است و آن را نباید ساده گرفت، در هر جامعه و در هر گروه اجتماعی بهتر است انسان سعی کند افراد حسود را آرام کند و با آن‌ها به طریقی کنار بیاید. یا حداقل سعی کند با آن‌ها مواجه نشود؛ ولی متأسفانه این روش در بسیاری از موارد مانند فامیل و همکار امکان‌پذیر نیست. بنابراین شخص مورد حسادت باید سعی کند از آنچه که دارد مقداری به دیگری ببخشد و تا حدودی باعث آرامش نسبی و کاهش خشونت او گردد یا با گفتن مشکلات خود، آتش درون قلب حسود را کمتر کند یا برعکس، خود آدم حسود برای آرامش درونی بگوید: فلانی ویلا دارد و ماشین بنز ولی چه فایده! بچه‌های او معتاد هستند. همین افکار و واکنش‌ها در روابط افراد ایجاد توازن می‌کند.
در واقع بهترین موقعیت را کسانی دارند که با زحمت و مشقت زیاد به مال و ثروت می‌رسند، این گروه هیچ مشکلی با افراد حسود ندارند؛ و در نهایت باید گفت کسانی که با کمبودهای خود کنار بیایند، می‌توانند به آرامش و آسایش برسند.